# Tony Hinkle
Paul D. Hinkle, detto Tony (Logansport, 19 dicembre 1899 – Indianapolis, 22 settembre 1992), è stato un allenatore di pallacanestro, allenatore di football americano e allenatore di baseball statunitense.
È stato membro del Naismith Memorial Basketball Hall of Fame dal 1965 in qualità di contributore.